# Бердичев
Берди́чев (укр. Берди́чів) — город в Житомирской области Украины. Административный центр Бердичевского района (до 2020 года был городом областного подчинения).
Расположен на юге Житомирской области, на реке Гнилопять (бассейн Днепра), в 43 км к югу от Житомира. Узел железных дорог (на Житомир, Шепетовку, Казатин).

## Происхождение названия
По мнению одних исследователей название происходит от славянского слова «бердо» — обрыв, других — от слова «берда» — так называли боевой топор у славян. Поэтому на гербе современного Бердичева изображен боевой топор — бердыш и жезл бога торговли Меркурия, который символизирует прошлое города как одного из основных центров торговли.
Также существует версия, что происхождение названия Бердичева идёт от тюркского племени берендеев (берендичей), которые во времена Киевской Руси перешли к полукочевому образу жизни, и в летописях уже упоминаются их поселения.

## Население

### Национальный состав
|          | 1926   | 1939   | 1959   | 2001   |
| украинцы | 26,4 % | 42,1 % | 56,2 % | 84,8 % |
| русские  | 8,1 %  | 8,7 %  | 18,6 % | 8,7 %  |
| поляки   | 8,5 %  | 10,1 % | 11,7 % | 4,7 %  |
| евреи    | 55,5 % | 37,5 % | 11,8 % | 0,5 %  |

### Языковой состав
Родной язык населения по данным переписи 2001 года:
| Язык       | Численность, чел. | Доля, % |
| ---------- | ----------------- | ------- |
| Украинский | 77 569            | 88,96   |
| Русский    | 9 234             | 10,59   |
| Другое     | 390               | 0,45    |
| Итого      | 87 193            | 100,00  |

Украинский язык является основным и единственным официальным языком города.
По данным Государственной службы статистики Украины в 2023/24 учебном году все 133 037 учащихся в учреждениях общего среднего образования в Житомирской области обучались в украиноязычных классах.

## История
Точная дата основания города не установлена. Первое славянское поселение, по некоторым предположениям, существовало на территории современного города ещё в X веке во времена Киевского и Галицко-Волынского княжества. В последующие века Бердичев был центром административных единиц в составе Великого княжества Литовского, Речи Посполитой и Российской империи, Украинской ССР и независимой Украины.

Около 1546 года православный граф Логойска и Бердичева, воевода Василий Тышкевич возвёл в городе первую известную церковь Михаила Архангела.

### Речь Посполитая
После заключения Люблинской унии между Великим княжеством Литовским и Польшей и создания Речи Посполитой, Бердичев, в отличие от полесских земель, попал под юрисдикцию польской короны.
Однако, семья Тышкевичей сохранила за собой владение городом, и в 1593 году внук Василия, один из активных деятелей вновь созданной Греко-католической церкви, униат Теодор (Фёдор) Тышкевич начал строить в Бердичеве его главную достопримечательность — Бердичевский замок, одновременно приглашая в город крестьян-переселенцев, которые на 20 лет освобождались от каких-либо налогов.
Строительство Бердичевского замка продолжил и его сын, воевода Киевский Януш Тишкевич Логойский, который в 1627 году отправился с большим походом на крымских татар, однако потерпел поражение и попал в плен. В плену воевода Тышкевич видел сон о своем освобождении через молитву неизвестных монахов, который вскоре сбылся. Поэтому, получив свободу, Януш Тишкевич в 1630 году передал в распоряжение монашеского Ордена Босых кармелитов весь Бердичевский замок и с. Скраглёвка и установил ежегодную ренту для строительства костёла в честь Святой Девы Богородицы и кармелитского монастыря.
22 июля 1642 года новый нижний храм был освящен, и в жертвенный дар ему воевода Киевский передал величайшую святыню семьи Тышкевичей — знаменитую икону Пресвятой Девы Марии Бердичевской.
Помещенная в главном алтаре костёла, Бердичевская икона Богоматери прославилась многочисленными чудесами и в мае 1647 года епископ Киевский Станислав Заремба объявил икону Божьей Матери Бердичевской чудодейственной.

### Период освободительной войны Богдана Хмельницкого
В 1648 году на территории Украины разгорелось казацкое восстание под предводительством Богдана Хмельницкого. В июле отряды во главе с Максимом Кривоносом нанесли поражение правительственным войскам и штурмом взяли Бердичев. Казаки разрушили католический монастырь Босых кармелитов, однако монахам удалось спасти и вывезти чудотворную икону во Львов, где она будет находиться в течение последующих 70 лет.
Противостояние Сечи с правительством проходило с переменным успехом. Казаков поддерживало большинство украинского православного населения, крестьяне и мещане. На стороне правительства — большинство шляхты, польские и еврейские жители.
В течение 1648—1653 года город несколько раз переходил из рук в руки, в результате постоянных боевых действий край был чрезвычайно опустошен. В летописи Самуила Величко отмечено: «Того же 1653 года, весной, Хмельницкий услышал, что в каменном замке Бедрикове, или Бердичеве, скрывается много польской шляхты с многочисленными сокровищами. Он направился туда с небольшим войском и, хотя замок был крепкий, с небольшой затратой силы взял его, выдавил из него, как медведь пчёл, несчастную шляхту, а их сокровища забрал себе и своему войску. После этого он вернулся назад, заодно предав полной разрухе и разорению ещё и каменный замок Чолганский».
В Бердичеве голод, вспыхнула эпидемия чумы. В 1654 году русский боярин Андрей Бутурлин в письме к царю писал: «6 сентября мы пришли в пустой городок Бердичев и стояли до 15 числа …». Заключение Переяславского соглашения не улучшило положение Бердичева, ведь город оказался в центре дальнейших боевых действий между войсками Речи Посполитой, Гетманщины и Русского царства.

### Восстания гайдамаков, Колиивщина
В 1734 году гайдамаки захватили Бердичев. В начале 1735 года восстание охватило всю территорию украинских воеводств. Тем не менее, до середины 1735 года польским правительственным войскам удалось подавить восстание и восстановить прежние порядки.
Сейм 1767 постановил уравнять в правах римо-католиков и православных, униатов (греко-католиков), других диссидентов, которые до этого подвергались гонениям. Это вызвало недовольство консервативных римскокатолических кругов страны.
Поляки убивали православных и греко-католических священников, евреев, разрушали храмы. Это стало причиной крестьянско-казацкого восстания — Колиивщины.
Во время Барской конфедерации Михайловская церковь была сожжена. По одной из версий священнослужители стали требовать у кармелитов вернуть образ чудотворной иконы и поляки сожгли церковь.
26 марта 1768 года Король Станислав Август Понятовский обратился к Екатерине II с просьбой о помощи. Тотчас же на подавление восстания были двинуты крупные контингенты русских войск. Гетман Францишек Ксаверий Браницкий с польским войском и генералы Апраксин и Кречетников двинулись против конфедератов.
Казимир Пулавский, стоявший во главе 700 барских конфедератов, заперся в Бердичевской крепости. 18 мая к Бердичеву подошли русские войска во главе с Петром Кречетниковым. Кречетников приказал начать непрерывный обстрел монастыря — в течение 3-х недель осады по Бердичевскому замку было выпущено 711 гранат, 84 зажигательные бомбы, 1569 железных ядер (одно из которых и сегодня можно увидеть на фасаде монастыря). 13 июня, после трехнедельной осады, лишенный амуниции и жизненных припасов и узнав о поражении шедшего ему на помощь Ортынского при Верхнем Городке, Казимир Пулавский сдался, выговорив себе право удалиться со всем своим отрядом, отвергаясь от конфедерации. Генерал Кречетников захватил у кармелитов казну монастыря и 48 пушек, оставив лишь железные, которые до сих пор стоят у монастырских ворот.
Далее Кречетников выдвинулся на Умань уже для подавления крестьянско-казацкого восстания. Не имея достаточно сил, чтобы победить Гонту и Железняка в открытом бою, он решился на хитрость. Кречетников предложил гайдамакам вместе захватить Бердичев. 16 июня 1768 года, в честь заключения союза был устроен банкет. После того, как гайдамаки напились, их связали. 4 сентября 1768 года Кречетников покинул Бердичев.
Гонта и другие польские подданные были выданы польскому правительству, Гонта подвергся мучительной казни. В городе Кодне поляками были казнены свыше 3000 повстанцев. Железняк, как российский подданный, был сослан в Сибирь.
Михаил Чайковский писал о городе того времени:
«Я родился в селе Гальчинце, волынской губ. житомирского уезда, в кодненском приходе, в 13 верстах от Бердичева, этого торгового Иерусалима израиля, в приднепровской Руси, в 9 верстах от «святой» Кодни, где карали гайдамаков Гонты и Железняка мечем, колом и виселицей во славу короля польского и Речи Посполитой. Такой страх был наведен тогда на украинский люд, что до сего дня этот люд, произнося угрозу или проклятие, повторяет: «Щоб тебе свята Кодня не минула!»
В 1770—1772 годах Бердичев охватила страшная эпидемия чумы, множество умерших жителей хоронили в братских могилах.
Действия конфедератов привели к восстаниям гайдамаков и к ликвидации государственности Речи Посполитой. В 1772 году происходит первый раздел Речи Посполитой.
21 ноября 1781 г. Бердичев посетил король Станислав Август.
Приблизительно в 1785 г. в Бердичеве поселился и был избран на пост городского раввина известный глава волынских хасидов, раввин и праведник (цадик), рав Леви Ицхак бен-Меир, и его долговременное пребывание (ум. в 1810 г.) способствовало тому, что город считался одним из центров хасидского движения в Восточной Европе (один из основных принципов хасидизма — любовь к ближнему). На старом еврейском кладбище было похоронено много известных раввинов и цадиков, реб Либер из Быстрика, его отец реб Ашкенази, талмудист Моше и другие.

### В составе Российской империи
Вследствие второго раздела Речи Посполитой 12 января 1793 года г. Бердичев (в качестве местечка Брацлавского воеводства в рамках Малопольской провинции Речи Посполитой), как и большая часть Правобережной Украины, стали частью Российской империи.
С разделами Речи Посполитой, из земель, отошедших Пруссии и Австрии, евреи были изгнаны — право на постоянное место жительства признавали только за самыми зажиточными. Евреи устремились в Российскую империю. Это побудило отвести им для поселения точно обозначенные регионы (так называемая черта постоянной еврейской оседлости). Бердичев стал называться волынским Иерусалимом. С 1787 года началась колонизация области также немцами и чехами.
В 1820-х годах в Бердичеве при дворе Радзивилов пребывал будущий великий композитор Фредерик Шопен. Здесь он играл в костёле св. Варвары на установленном при его участии органе и обучался игре на струнных инструментах у профессора Живного. В Бердичеве жили писатели М. Чайковский, М. Грабовский, А. Корженёвский (отец Джозефа Конрада), Т. Бобровский. Часто посещали Бердичев Я. Падура, С. Конопацкий, Ю. Грудзинский, С. Гощинский, С. Букарь и Т. Букарь, Г. Ржевуский, братья А. Гроза и С. Гроза, Ю. Словацкий, Ю. Крашевский. В 1823 году в католическом монастыре в Бердичеве польским литературоведом А. Галензовским были открыты «Записки янычара» Константина Михайловича из Островицы, серба по происхождению. В Бердичеве был обнаружен так называемый список С, который относят к XVII веку, сейчас он хранится в Краковском национальном музее. В 1825 году на Бердичевской ярмарке должна была состояться встреча Г. Ржевуского с А. Грибоедовым.
В декабре 1845 года царским указом Бердичеву был присвоен статус города. Одновременно он стал центром Бердичевского уезда (Киевская губерния). Начиная со 2-й половины XVIII века, Бердичев сделался одним из самых больших торговых центров Украины. В 1864 монастырь был упразднён.
В 1915—1916 годах в Бердичеве располагался штаб Юго-Западного фронта Русской армии в Первой мировой войне. Здесь же с 29 августа по 27 сентября 1917 года содержалась под стражей бердичевская группа арестованных генералов Юго-Западного фронта, переведённая затем в Быховскую тюрьму.

### В составе советской Украины (УССР)
30 января 1922 года Украинская Социалистическая Советская Республика вошла в состав Союза Советских Социалистических Республик.
7 марта 1923 года образован Бердичевский округ в составе Киевской губернии.
В очерке, посвящённом судьбе евреев особенно небезразличного Гроссману города, писатель отмечал: «В Бердичеве до войны жило 30 тысяч евреев — половина всего населения города. Хотя в юго-западных областях — бывшей черте оседлости — в большом количестве местечек и городов евреи составляли не меньше 60 процентов общего населения, именно Бердичев считался наиболее еврейским городом Украины. Ещё до революции антисемиты и черносотенцы называли его „еврейской столицей“».
С 1937 года Бердичев, как районный центр, входит в состав Житомирской области.
5.04.1938 — 1.02.1940 в городе находился 25-й танковый корпус Киевского военного округа — уникальное воинское соединение того времени. 17 сентября 1939 года 25-й тк в составе Каменец-Подольской армейской группы Украинского фронта начал военный поход в восточную Польшу — Западную Украину с декларированной целью освобождения рабочих и крестьян от гнёта (польских) капиталистов и помещиков. Войска корпуса в поход повёл командир корпуса полковник И. О. Яркин.

#### Оккупация
В первые же дни войны в Бердичеве, как и по всей стране, была срочно проведена мобилизация в Красную Армию всех, подлежавших призыву. Почти все молодые мужчины из Бердичева были мобилизованы на фронт. Для борьбы с забрасываемыми вражескими диверсантами создан истребительный батальон в количестве 350 человек. Большое количество жителей работало на сооружении бомбоубежищ и демонтажа промышленного оборудования, которое вывозилось в восточные районы страны.
7 июля 1941 года 11-я танковая дивизия немцев достигла Бердичева и в 19:00 по местному времени первые немецкие танки появились на улицах города. 8 июля 1941 года Бердичев был занят немцами полностью.
Своевременная эвакуация жителей проведена не была, местные органы власти не сумели ничего предпринять. Это можно объяснить тем, что сводки Информбюро о передвижении немецких войск сильно отставали от реальности (например, в тот момент, когда немцами была захвачена Шепетовка (4 июля 1941), Совинформбюро сообщало, что немецкие войска продвигаются по Луцкому направлению).
Во время оккупации гитлеровцами в городе был устроен лагерь смерти, где было расстреляно 38 536 проживавших в городе евреев — в основном женщин, детей, стариков. Кроме того, на каторжные работы в Германию было вывезено 11,5 тысяч жителей города. За один только день 4 сентября 1941 года была произведена ликвидация еврейской молодёжи и было убито 1303 еврея Бердичева.
В январе 1942 года гестаповцы провели на ж/д станции Бердичева массовые аресты, в ходе которых были арестованы и члены подпольной группы. А. Р. Яворский сумел избежать ареста и присоединился к группе партизан под командованием А. Н. Сабурова, в ходе одного из боёв погиб.
Кроме того, диверсионные операции на ж/д станции проводила группа в составе В. Ю. Завадского, А. Л. Щолкина, С. Л. Луженецкого, Я. А. Нокель. В феврале 1943 года все участники были арестованы и расстреляны гестаповцами.
Другая подпольная группа действовала на конфетной фабрике. Она вкладывала взрывчатку в пачки конфет, которые изготовлялись для оккупантов. 8 членов группы были обнаружены, арестованы и пропали бесследно.

#### Освобождение
5 января 1944 года войска 1-го Украинского фронта освободили Бердичев (см. статью Житомирско-Бердичевская операция). В годы войны было разрушено более 45 % жилого фонда.

## Памятники архитектуры
В городе 92 памятника истории, архитектуры и монументального искусства. Уникальные памятники XV—XVIII вв. представлены в Бердичевском историко-культурном заповеднике.
Среди самых известных:
- Костёл Святой Варвары (Фарный костёл) — приходской католический храм (в настоящее время Киево-Житомирская епархия, Бердичевский деканат), основанный в середине XVIII века;
- Марьинский костёл. Построен в стиле барокко. Интерьер расписывал итальянский художник Бениамино Фредериче.
- Охель (гробница-молитвенный дом) р. Леви Ицхака из Бердичева.

- Жилой дом нач. XX ст.
- Охель Леви Ицхака
- Кармелитский монастырь, Марьинский костёл
- Костёл Святой Варвары
- Никольская церковь
- Особняк Гроссмана XIX ст.

## Экономика

### Промышленность
Машиностроительная:
- ПАО «Бердичевский машиностроительный завод „Прогресс“» — химическое общее и среднее машиностроение[32];
- ОАО «Фирма „Беверс“» — станкостроение (обанкротилась в 2008 г.)[33]
- ООО А-Викт (производство бетономешалок)[34];
- ЗАО «БердичевМебель», на мебельном рынке с 1927 года[35];
- ООО «Бердичевский завод энергетического оборудования».
- ТОВ «Safe Glass Factory» (производство автомобильных стекол)[36];

Также развиты пищевая (пивзавод и молокозавод) и лёгкая (предприятия по производству обуви, швейные предприятия) промышленность.

### Торговля
В городе так же действуют 3 супермаркета «Наш Край», по одному супермаркету «Еко-Маркет» и «Квартал» (уже нет магазина «Квартал»-с 2013 года), 4 маркета «АТБ», сеть маркетов «Полісся-продукт».

## Культура и образование
Жители города имеют возможность учиться в высших учебных заведениях I—II уровня аккредитации: политехническом, педагогическом и медицинском колледжах. 2 средних профтехучилища и профессиональный строительный лицей осуществляют подготовку работников для различных отраслей народного хозяйства.
Из исторических памятников сохранилась крепость-монастырь Ордена босых кармелитов и костёл Святой Варвары, в котором 14 марта 1850 года известный французский писатель Оноре де Бальзак венчался с Эвелиной Ганской.
Осенью 1846 года в Бердичеве побывал Тарас Григорьевич Шевченко. Здесь он зарисовывал исторические памятники, записал несколько народных песен. Бердичев — родина известного английского писателя Джозефа Конрада. С Бердичевом связаны имена декабристов П. И. Пестеля и С. И. Муравьева-Апостола. С Бердичевом и уездом связаны некоторые стороны жизни А. И. Косича. В 1905 году родился русский советский писатель Василий Гроссман, написавший рассказ «В городе Бердичеве», по сюжету которого был снят фильм «Комиссар».
Действия мультфильма «Следствие ведут Колобки» и всех поставленных по нему компьютерных игр «Братья Пилоты» также происходят здесь.
На территории завода «Прогресс» и города Бердичева осенью 2008 года снимались кадры художественного фильма «В Париж!» (режиссёр Сергей Крутин, в ролях — Юрий Степанов, Полина Кутепова, Ярослав Жалнин, Георгий Дрозд, Валерия Ходос, Евгений Ефремов), вышедшего на экраны кинотеатров в 2009-м году. Основная часть фильма снята в Киеве.
Название города звучит в известной песне «Чемоданчик» («А поезд тихо ехал на Бердичев…»), которая звучит в кинофильме «Мы из джаза».
Существует множество анекдотов про Бердичев с действующими лицами-евреями.

## Личности
- Матвей Семенович Аничкин
- Сергей Анатольевич Виленский[37][38][39][40]
- Джозеф Конрад

## Города-побратимы
- Золотоноша, Украина
- Алитус, Литва
- Явор, Польша[41]
- Седльце, Польша[42]
- Ченстохова, Польша[43]
- Велюнь, Польша[44]